# Witalis (Wwiedienski)
Witalis, imię świeckie Władimir Fiodorowicz Wwiedienski (ur. 26 czerwca?/8 lipca 1870 w Pieskowatym, zm. 25 marca 1950) – rosyjski biskup prawosławny, w latach 1933–1941 Pierwszy Hierarcha Żywej Cerkwi.

## Życiorys
W 1890 ukończył seminarium duchowne w Tule. Od 1891 został kapelanem mniszek monasteru w Bielowie. Następnie był katechetą szkoły realnej w Bielowie (1903–1905) i gimnazjum żeńskiego w tym samym mieście. W 1915 Świątobliwy Synod Rządzący nominował go na biskupa alaskańskiego, wikariusza archieparchii amerykańskiej, jednak z powodu trwających działań wojennych ks. Wwiedienski odmówił jej przyjęcia. Był delegatem białego duchowieństwa eparchii tulskiej na Sobór Lokalny Rosyjskiego Kościoła Prawosławnego. W 1919 złożył wieczyste śluby mnisze, przyjmując imię Witalis, natychmiast otrzymał godność archimandryty. Rok później, 15 sierpnia 1920, przyjął chirotonię biskupią z tytułem biskupa jepifańskiego, wikariusza eparchii tulskiej i bielowskiej.
W 1922 ogłosił przejście do Żywej Cerkwi. Duchowieństwo tegoż ruchu wybrało go w tym samym roku na odnowicielskiego biskupa tulskiego. W tym samym roku otrzymał godność arcybiskupa. Uczestniczył w soborze Żywej Cerkwi w 1923, który niekanonicznie ogłosił pozbawienie patriarchy moskiewskiego i całej Rusi Tichona wszystkich godności cerkiewnych. W 1926 otrzymał godność metropolity. W 1930, po śmierci Beniamina (Muratowskiego) został przewodniczącym Świętego Synodu Żywej Cerkwi z tytułem metropolity moskiewskiego i tulskiego. Od 1933 posługiwał się tytułem Pierwszego Hierarchy cerkwi prawosławnych w Związku Radzieckim. W 1941 odszedł w stan spoczynku.
W 1944 złożył akt pokutny i został ponownie przyjęty do kanonicznego Rosyjskiego Kościoła Prawosławnego, zachowując godność biskupią (jako uzyskaną z rąk kanonicznych hierarchów). W 1944 objął zarząd katedry tulskiej i bielowskiej. Objął również kierownictwo Rady Misyjnej przy Świętym Synodzie Rosyjskiego Kościoła Prawosławnego. W 1946 przeniesiony do eparchii moskiewskiej jako jej wikariusz, z tytułem biskupa dmitrowskiego, zachowując kierownictwo Rady Misyjnej. Był też honorowym proboszczem cerkwi Zmartwychwstania Pańskiego w Moskwie–Sokolnikach. Zmarł w 1950 i został pochowany na cmentarzu Piatnickim w Moskwie.